# Emperatriz Fu
La Emperatriz Fu (傅皇后) (muerta en 1 a. C.), formalmente Emperatriz Xiaoai (孝哀皇后), fue una Emperatriz consorte durante la Dinastía Han. Su nombre personal se desconoce. Su marido era el Emperador Ai de Han, pero no tuvieron ningún hijo, su matrimonio posiblemente ni siquiera llegó a ser consumado porque él era homosexual.

## Vida
La Emperatriz Fu era hija de Fu Yan (傅晏), prima de la abuela de su marido, la Consorte Fu. Se convirtió en su consorte cuando él era todavía el Príncipe de Dingtao y príncipe imperial luego. Después de la muerte de su tío el Emperador Cheng en 7 a. C., ascendió al trono como Emperador Ai, y ella se convirtió en su emperatriz. Su padre fue nombrado Marqués de Kongxiang.
Cuando el emperador Ai murió en 1 a. C., la Consorte Fu, su principal protectora, ya había muerto hacía dos años y de repente tanto su padre como otros parientes fueron purgados del gobierno por Wang Mang. Wang, quien guardaba rencor contra Fu y Ai, no le concedió el título de Emperatriz Viuda, y al poco tiempo, la degradó a la condición de plebeya y le ordenó guardar la tumba de su marido— a pesar de que ella no se había implicado personalmente en ninguna intriga política. El mismo día la emperatriz Fu se suicidó.